# Модель досконалості Європейського фонду управління якістю (EFQM)
Моде́ль доскона́лості Європе́́йського фо́нду управлі́ння я́кістю (англ. EFQM Excellence Model) — це практичний інструмент, який допомагає організаціям встановити цілісну систему управління, вимірюючи, де саме вони знаходяться на шляху до Ділової Досконалості, допомагаючи їм зрозуміти прогалини в діяльності, і потім, стимулюючи необхідні рішення для досягнення успіху.
Модель  досконалості була представлена на початку 1992 як структура для оцінки заявок компаній, що претендують на Європейську Премію Якості.

## Історія
Європейський фонд управління якістю (ЄФУЯ) є неприбутковою організацією, що ставить наметі пропагування Загального управління якістю як єдиного способу досягнення успіхів у бізнесі. ЄФУЯ був заснований в 1988 році президентами 14-ти великих європейських компаній (Robert Bosch GmbH, BT, Bull, Ciba-Geigy, Dassault, Electrolux, Fiat, KLM, Nestle, Olivetti, Philips, Renault, Sulzer, Volkswagen).
ЄФУЯ є ініціатором і організатором конкурсів на здобуття Європейської нагороди з якості. Його діяльність активно підтримується Європейською комісією.
Членами ЄФУЯ є більше ніж 800 організацій з різних європейських країн, в яких зайнято кілька мільйонів робітників.
З 1992 року Європейським фондом управління якістю (ЄФУЯ) введено щорічну Європейську нагороду з якості.

## Структура моделі EFQM
Модель досконалості заснована на використанні дев'яти критеріїв . П'ять з цих критеріїв – критерії "Можливостей", а інші чотири – критерії "Результатів". Критерії Можливостей характеризують потенційні можливості компанії. Критерії Результатів характеризують чи досягнуті результати компанії. Результати випливають з Можливостей.
Можливості
Критерій 1. Лідерство (англ. Leadership) — оцінювання того, як лідери використовують у своїй діяльності принципи загального управління якістю. А саме:
- лідери виробляють місію, бачення, цінності і етику, будучи прикладом культури Досконалості;
- лідери персонально залучені в забезпечення діяльності системи управління організації, її розвиток, здійснення і постійне поліпшення;
- лідери взаємодіють з клієнтами, партнерами та представниками громадськості;
- лідери поширюють інформацію про "найкращу практику" як всередині, так і поза організацією.

Критерій 2. Політика і стратегія (англ. Policy and Strategy) — оцінювання того, як організація формулює стратегію та плани, базуючись на інформації, що є вагомою та вичерпною. А саме:
- політика і стратегія засновані на поточних і майбутніх вимогах і очікуваннях всіх зацікавлених сторін організації (власників, кредиторів, співробітників організації);
- політика і стратегія засновані на інформації про оцінку результатів діяльності, дослідженнях, навчанні та зовнішньої діяльності;
- політика і стратегія розвиваються, переглядаються та оновлюються.

Критерій 3. Персонал (англ. People) — оцінювання того, як організація розробляє та переглядає кадрові плани. А саме:
- людські ресурси плануються, управляються і поліпшуються;
- персонал спеціально  навчається, щоб вони відповідали діловим потребам;
- організація оцінює ефективність та потреби розвитку кар´єри всіх своїх співробітників;
- персонал відзначається і винагороджується, про нього піклуються.

Критерій 4. Партнерство та ресурси (англ. Partnerships and Resources) — оцінювання того, як організація управляє фінансовими та інформаційними ресурсами, управляє постачанням, матеріалами та іншими ресурсами. А саме:
- зовнішні партнерські відносини повинні управлятися;
- ефективне управління ризиками та оцінка рішення щодо інвестицій;
- забезпечення найкращого використання будівель, обладнання та інших ресурсів;
- впровадження технологій для досягнення комерційного чи конкурентного успіху.

Критерій 5. Процеси (англ. Processes) — оцінювання того, наскільки успішно організація фокусує увагу на процесах, які мають місце в організації. А саме:
- процеси систематично розробляються і управляються;
- процеси поліпшуються з використанням інновацій для повного задоволення і генерування підвищеної цінності для клієнтів та інших зацікавлених сторін;
- продукція та послуги розробляються і розвиваються на основі вимог і очікувань споживачів;
- відносини зі споживачами управляються і розширюються.

Результати
Критерій 6. Результати для клієнта (англ. Customer Results) — представляються результати стосовно сприйняття споживачами продукції, послуг та ставлення організації до споживачів, а також додаткових оцінок, пов´язаних із задоволенням потреб споживачів продукцією організації. Таким чином:
- Вимірники сприйняття – це відомості, одержувані, із споживчих оглядів, опитуваних груп, оцінок продавців, скарг та пропозицій щодо іміджу організації або продажної/після продажної підтримки. Мета: вивчення рейтингу продавців.
- Показники діяльності — це внутрішні показники, в яких міститься посилання на оцінювання. Мета: моніторинг, розуміння,  поліпшення діяльності та передбачення її сприйняття зовнішніми споживачами.

Критерій 7. Результати для персоналу (англ. People Results) — представляються результати стосовно сприйняття співробітниками своєї організації та додаткових оцінок, пов´язаних із рівнем задоволення потреб працівників організації.
- Вимірники сприйняття — містять посилання на зворотний зв´язок, що організація отримує від свого колективу та який дає змогу їй аналізувати, оцінювати і розуміти, наскільки її працівники задовольнили свої потреби та сподівання. Прикладами можуть бути:
  - робоче середовище;
  - перспективи кар´єри;
  - управління;
  - оцінювання;
  - визнання;
  - навчання;
  - умови найму на роботу.
- Показники діяльності — містять посилання на інші види допоміжної інформації, яку організація використовує для оцінювання ступеня задоволення потреб своїх працівників. Прикладами можуть бути:
  - наявність прогулів;
  - захворюваність;
  - оновлюваність колективу.

Критерій 8. Результати для суспільства (англ. Society Results) — наводяться результати, що стосуються того, як впливає організація на суспільну формацію, в якій вона діє. А саме:
- зниження чи відвернення ризику для здоров´я чи безпеки;
- зниження обсягу відходів та повторне використання матеріалів;
- активна співпраця з громадськими та добродійними організаціями, школами, добровільними об´єднаннями;
- ставлення суспільства до організації, яке може бути оцінене шляхом опитування або іншими способами.

Критерій 9. Ключові результати діяльності (англ. Key Performance Results) — надаються результати, що стосуються фінансових та додаткових показників ефективності діяльності організації. А саме:
- результати обліку показників прибутків та витрат, таких як продажна ціна, собівартість, прибуток;
- позиції балансової звітності, такі як активи, робочий капітал, довготермінова та короткотермінова заборгованість;
- позиції оцінювання потоку готівки, такі як операційний готівковий потік, капіталовкладення та фінансування готівкових потоків;
- частку ринку;
- показники виконання товарів чи послуг;
- періоди циклів (час перебування на ринку, час обробки замовлень, час виробництва та доставки, час вирішення ускладнень, час ротації партії).

## Необхідність та переваги моделі
Модель EFQM— це практичний інструмент, який організація може використовувати в різних напрямках:
- як структуру своєї системи менеджменту;
- як інструмент для самооцінки шляхом визначення свого місця на шляху до досконалості, який допомагає зрозуміти недоліки і потім спонукати до рішень;
- як систему для розробки та реалізації ініціатив з покращення діяльності;
- як основу для загальної мови і способу мислення, застосовуваного на всіх рівнях організації.

Переваги від використання моделі:
- цілісне загальне уявлення менеджменту;
- структура фундаментальних цінностей;
- цінний інструмент аналізу та оцінки просування;
- постійне поліпшення, засноване на процесах;
- організація управління підприємством на основі збалансованої системи ключових показників діяльності;
- бенчмаркінг;
- відмінна база для мотивації;
- формування спільної мови для всієї організації.